# Elephantomyia (Elephantomyia) multizona
Elephantomyia (Elephantomyia) multizona is een tweevleugelige uit de familie steltmuggen (Limoniidae). De soort komt voor in het Neotropisch gebied.